# Springfield Thunderbirds
Springfield Thunderbirds är en ishockeyklubb i Springfield i Massachusetts, USA, grundad 2016.
Klubben spelar sedan säsongen 2016–17 i American Hockey League och är Florida Panthers farmarlag.
Laget spelar sina hemmamatcher i MassMutual Center.

## Historia
Thunderbirds uppstod som en direkt följd av stadens tidigare AHL-lag, Springfield Falcons, köptes av Arizona Coyotes, flyttades till Tucson och blev Tucson Roadrunners. Det fick en grupp investerare att köpa en annan AHL-klubb, Portland Pirates, och flytta den till Springfield som således blev Springfield Thunderbirds.